# Миягашев, Аймир Евгеньевич
Аймир Евгеньевич Миягашев (10 сентября 1995 — 27 мая 2022) — российский военнослужащий, гвардии ефрейтор, Герой Российской Федерации (посмертно).

## Биография
Родился 10 сентября 1995 года в с. Таштып, республики Хакасия. В 2002 году учился в средней общеобразовательной школе посёлка Эгвекинот. В 2013 году, Аймир поступил в Сибирский федеральный университет, проучившись два курса, он ушёл из университета.
В 2016 году был призван на срочную службу. После прохождения пятимесячной подготовки в Новосибирском высшем военном командном училище был направлен в Южный военный округ. С ноября 2016 года служил линейным смотрителем 19-й отдельной мотострелковой бригады. В октябре 2017 подписал контракт, в ходе которого был зачислен радистом-разведчиком.
27 мая 2022 года, в ходе российского нападения на Украину, Миягашев погиб в бою в селе Яремовка, по информации российских СМИ, закрыв ручную гранату своим телом.
Указом президента Российской Федерации от 25 августа 2022 года Миягашеву было присвоено звание Герой Российской Федерации посмертно.
11 июня 2022 года был похоронен в родном селе Таштып.

## Награды и премии
Герой Российской Федерации (25.08.2022, посмертно) «за мужество и героизм, проявленные при исполнении воинского долга»
Медаль Суворова (07.12.2020)